# Hiitola
Hiitola (ryska: Chijtola) var tidigare en kommun i Viborgs län i Finland.
Ytan (landsareal) hade 463,8 km² och 7.455 människor med ett befolkningstäthet av 16,1 km² (1908-12-31).
Hiitola var enspråkigt finskt och blev del av Sovjetunionen efter andra världskriget.